# Endlicheria tschudyana
Endlicheria tschudyana är en lagerväxtart som först beskrevs av Tobias Lasser, och fick sitt nu gällande namn av André Joseph Guillaume Henri Kostermans. Endlicheria tschudyana ingår i släktet Endlicheria och familjen lagerväxter. Inga underarter finns listade i Catalogue of Life.